# Sarah Henrietta Purser
Pour les articles homonymes, voir Purser.
Sarah Henrietta Purser est une artiste peintre et vitrailliste irlandaise née en 1848 à Dún Laoghaire et morte en 1943 à Dublin.

## Biographie
Elle est la tante d'Olive Purser, première étudiante bénéficiaire d'une bourse de Trinity College.
Elle étudie à l'Académie Julian, à Paris, où elle est amie avec Louise Catherine Breslau et avec Harriet Osborne O'Hagan.
Elle se spécialise dans la peinture de portraits - dont son célèbre Le Petit Déjeuner aujourd'hui exposé à la Galerie nationale d'Irlande, dans lequel elle représente son amie Maria Feller, musicienne italienne - , ainsi que dans la création de vitraux d'art.
Sarah Purser finance An Túr Gloine (La tour de verre), une coopérative de création de vitraux de Dublin et la dirige depuis son inauguration en 1903 jusqu'à sa retraite en 1940. Michael Healy (1873-1941) est le premier d'une série de peintres célèbres, telles que Catherine O'Brien (1882-1963), Evie Hone (1894-1955), Wilhelmina Geddes (1887-1955), Beatrice Elvery (1881- 1970) et Ethel Rhind (1879 -1952). Pour elle, l'atelier de vitrail doit adhérer à une véritable philosophie des arts et métiers: «Chaque fenêtre est l'œuvre d'un artiste qui fait le croquis et le dessin, sélectionne et peint chaque morceau de verre lui-même».

## Galerie

Œuvres de Sarah Purser
Le Petit Déjeuner (1881), représentant la musicienne italienne Maria Feller.
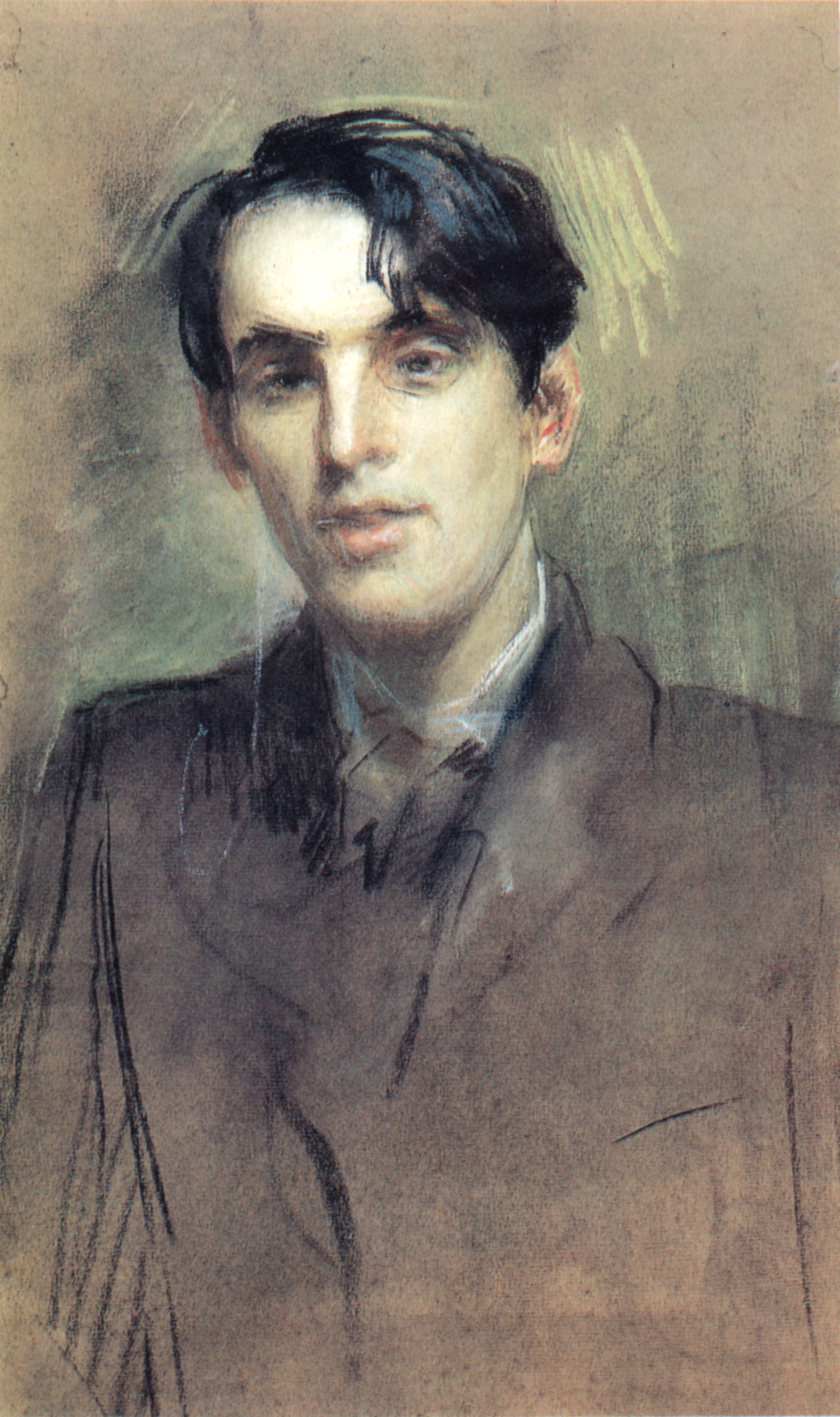
Portrait de William Butler Yeats (1898).
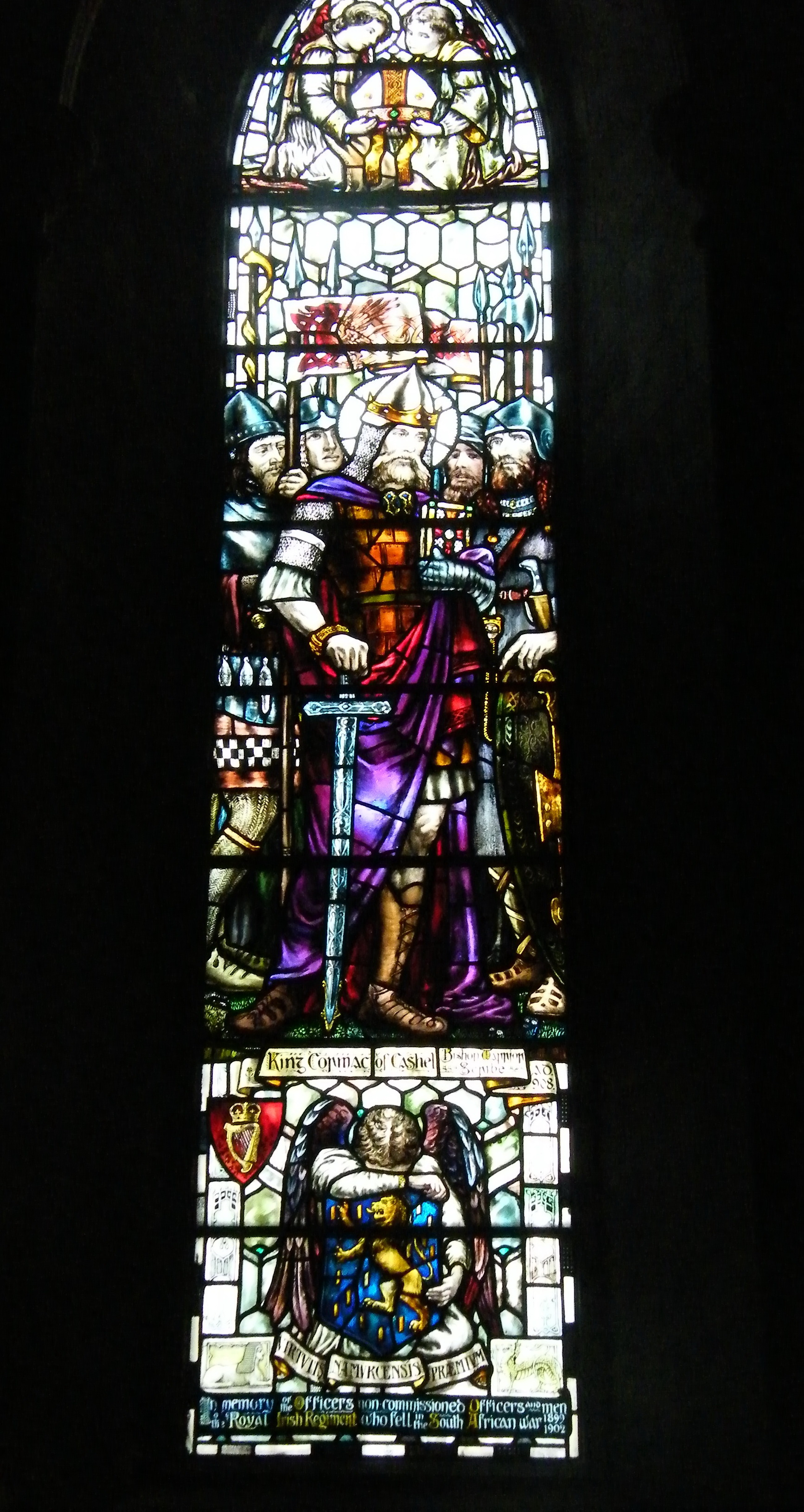
Vitrail réalisé par Sarah Purser, cathédrale Saint Patrick de Dublin.